# Пожарский сельский совет (Крым)
 Пожа́рский се́льский сове́т (укр. Пожарська сільська рада, крымскотат. Bulğanaq köy şurası) — административно-территориальная единица в Симферопольском районе АР Крым Украины (фактически до 2014 года), ранее до 1991 года — в  составе Крымской области УССР в СССР, до 1954 года — в составе Крымской области РСФСР в СССР, до 1945 года — в составе Крымской АССР РСФСР в СССР.
В 1930-х годах был образован Кояшский сельсовет. В 1945 году после переименования его центра был образован Водновский сельсовет. В связи с переносом центра сельсовета в село Пожарское в 1977 году сельсовет был преобразован в Пожарский.
Население по переписи 2011 года составило 3 757 человек.
К 2014 году сельсовет состоял из 4 сёл:
- Пожарское
- Водное
- Демьяновка
- Лекарственное

С 2014 года на месте сельсовета находится Пожарское сельское поселение.